# Stadsbos Deinze

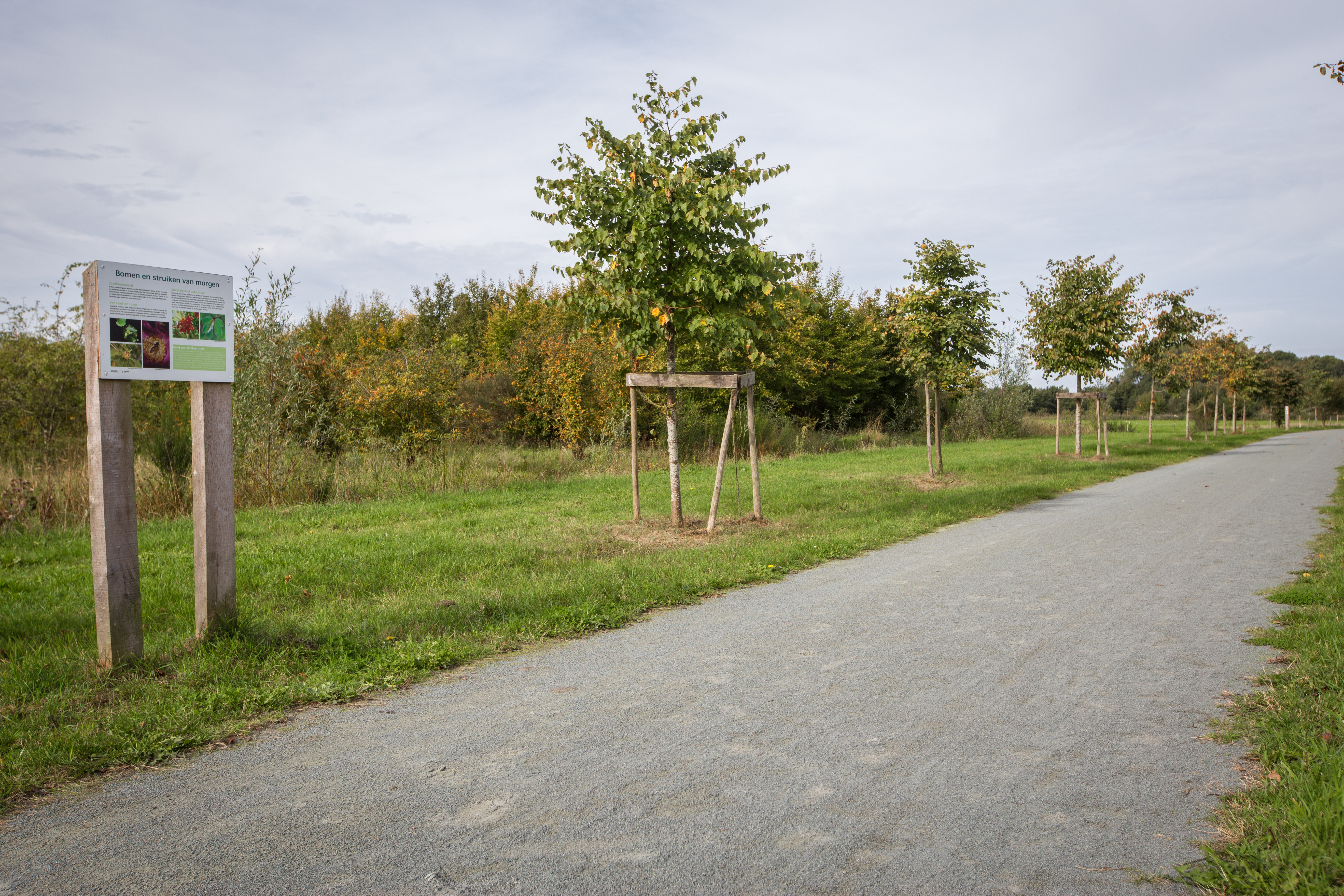
De zaadboomgaard van het Agentschap voor Natuur en Bos in het Goed te Parijs

Het stadsbos van Deinze is een bosgebied van 55 hectare aan de rand van het stadscentrum op het grondgebied van de deelgemeente Astene. Het beheer ervan is in handen van het Agentschap voor Natuur en Bos.
Het bestaat uit twee delen: het eigenlijke stadsbos rond de historische Astenedreef, en de nieuwe aanplant rond het Nieuwgoed te Parijs, een laatmiddeleeuwse hoeve.
Het stadsbos van Deinze is relatief jong. In 2005 kocht het stadsbestuur de bossen rond de Astenedreef. In dezelfde periode tikte het Agentschap voor Natuur en Bos 35 hectaren landbouwgrond op de kop rond het Nieuwgoed te Parijs. Vanaf 2007 werd met de nieuwe aanplantingen gestart.

## Goed te Parijs

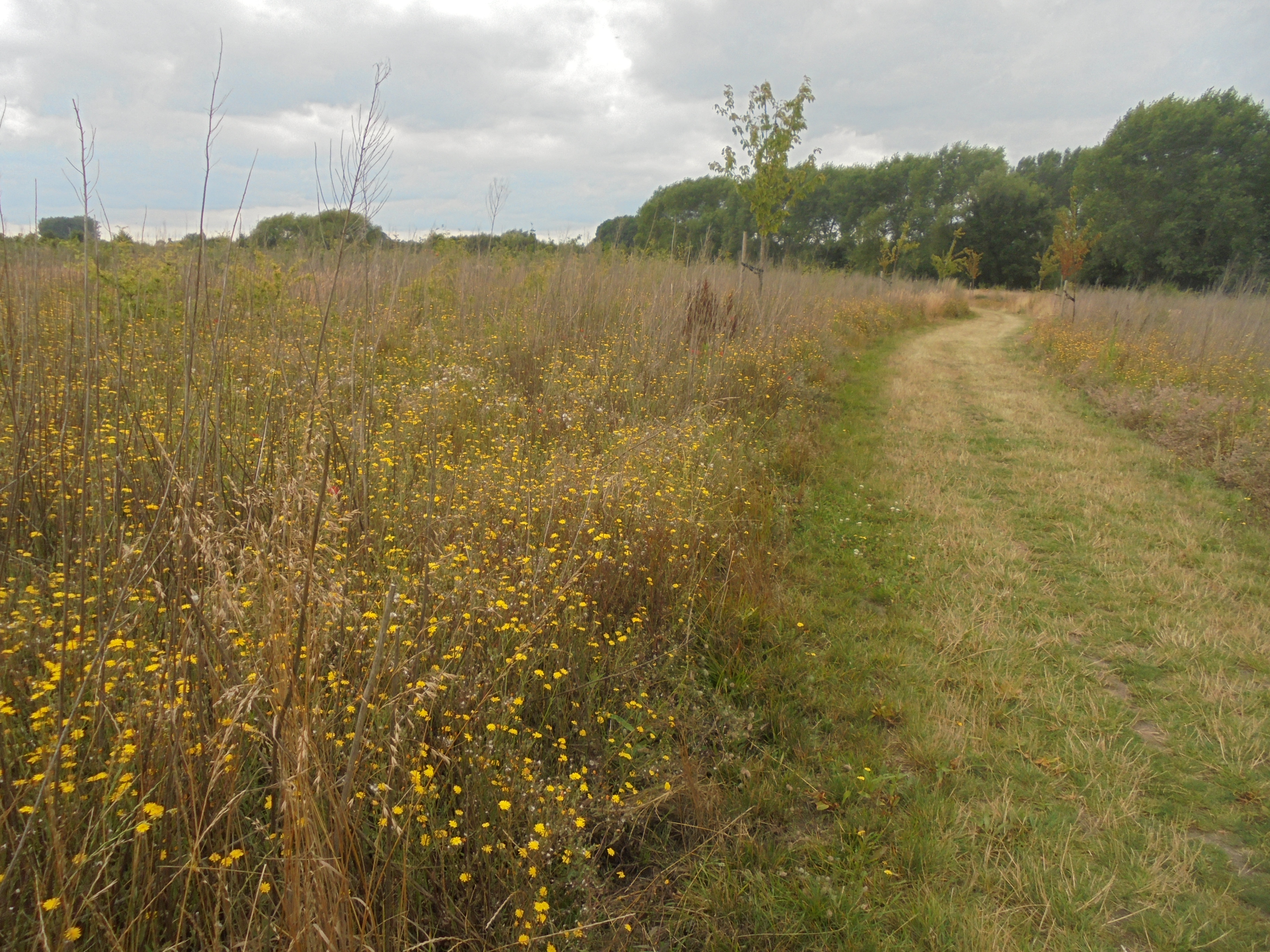
Goed te Parijs

Het Nieuwgoed te Parijs is een zogenaamde ontginningshoeve waarvan de oudst bekende archivalia teruggaan tot 1374. Dergelijke complexen werden gebouwd met de bedoeling om het omliggende land, dat tot dan toe onontgonnen was, in cultuur te brengen. Vermoedelijk is de hoeve dan ook ontstaan tijdens de grote ontginningsbeweging van de 11de tot de 13de eeuw.
Het toponiem 'te Parijs' komt al in de eerste vermelding voor en kan verwijzen naar een persoonsnaam Paris of Patricius. Een andere mogelijkheid is dat een van de oorspronkelijke pachters vernoemd werd naar de stad Parijs.
In de buurt van het Nieuwgoed ligt ook een Oudgoed te Parijs, wat enigszins verwarrend is aangezien die hoeve pas gebouwd werd toen het oorspronkelijke Goed te Parijs er al drie eeuwen stond. Het Oudgoed werd pas in 1628 gebouwd, als een afsplitsing van de eerste hoeve.
De naamsverwarring is waarschijnlijk ontstaan doordat de oorspronkelijke hoeve op de Ferrariskaart van 1771-1778 is opgetekend als 'het Goet te Parijs' terwijl de nieuwe hoeve aan de Parijsestraat 56 werd opgetekend als het 'Oudt Goet te Parijs'. Door de mist der eeuwen heeft het oorspronkelijke Goed te Parijs uiteindelijk de naam 'Nieuwgoed' gekregen, naar analogie van het Oudgoed te Parijs.

## Fauna en flora
De boomlaag bestaat voornamelijk uit zomereik, Amerikaanse eik, Amerikaanse vogelkers, zwarte els en ruwe en zachte berk.
Bij het Gampelaeregoed en rond de Astenedreef komen hakhoutbossen voor die hier al eeuwen ononderbroken aanwezig waren. Hier gedijen typische bosplanten van ‘oude’ bossen: bosanemoon, witte klaverzuring en dalkruid.
Door de graslanden en de akkers rond het Nieuwgoed te Parijs uit landbouwproductie te halen komt hier de oorspronkelijke woeste grond (niet-gecultiveerde, met struweel begroeide grond) terug die het oorspronkelijke landschap kenmerkte. Open plekken blijven behouden dankzij begrazing door enkele galloways. Hier leven dieren die houden van zonlicht en beschutting, zoals de nachtegaal. Bij de boerderij werden drie grote veedrinkpoelen hersteld, een ideale voortplantingsplaats voor bruine kikkers, alpenwatersalamanders en libellen.
In de buurt van het kerkhof van Astene zijn in 2010 muurhagedissen geteld.
Aan de zuidkant van het Goed te Parijs bevindt zich een zaadboomgaard die gebruikt wordt door het Agentschap voor Natuur en Bos om inheemse soorten op te kweken voor andere plangebieden.